# Call of the Black Winds
Call of the Black Winds è il quarto album dei Wolfchant, uscito il 25 febbraio del 2011. È il secondo album pubblicato dalla Massacre Records, che aveva già pubblicato Determined Damnation.

## Tracce
1. Black Winds Rising (Prelude) - 02:06
2. Stormwolves - 05:37
3. Eremit - 04:23
4. Black Fire - 04:20
5. Naturgewalt - 05:33
6. Heathen Rise - 06:09
7. Never Will Fall - 04:08
8. Die Nacht Der Wölfe - 04:19
9. The Last Farewell - 04:20
10. Der Stahl in Meinem Feinde - 04:54
11. Call of the Black Winds - 08:57

## Formazione
- Lokhi - voce
- Norgahd - batteria
- Skaahl - chitarra solista
- Gvern - tastiera
- Nortwin - voce clean
- Ragnar - chitarra ritmica
- Bahznar - basso